# Accidente del DHC-2 de Sydney Seaplanes
El 31 de diciembre de 2017, un de Havilland Canada DHC-2 Beaver configurado  como un hidroavión se estrelló en la bahía de Jerusalén frente a Cowan Creek, en las afueras del norte de Sydney, Australia. El avión, operado por Sydney Seaplanes, llevaba cinco pasajeros y un piloto, todos los cuales murieron en el accidente. Los comensales regresaban del restaurante Cottage Point Inn al Aeropuerto Rose Bay Water.

## Aeronave
El avión era un de Havilland Canada DHC-2 Beaver de 54 años, construido originalmente en 1963 y registrado en Australia desde febrero de 1964; estaba propulsado por un solo motor Pratt & Whitney R-985 Wasp Junior.
En 1996, el avión fue destruido en un accidente mientras trabajaba como fumigador cerca de Armidale, Nueva Gales del Sur, matando al piloto. Luego, el avión fue completamente reconstruido; la Autoridad de Seguridad de la Aviación Civil confirmó que había sido reparado de acuerdo con los requisitos de la industria.

## Víctimas
El piloto canadiense-australiano y cinco turistas británicos, Richard Cousins, de 58 años, director ejecutivo de la empresa británica de servicios de alimentos Compass Group, sus dos hijos, su prometida y su hija, murieron en el accidente.

## Investigación
La Oficina de Seguridad del Transporte de Australia (ATSB) abrió una investigación sobre el accidente. La mayor parte de los restos de la aeronave se levantaron el 4 de enero de 2018. El informe intermedio, publicado el 31 de enero de 2018, indicó que se descubrió que la aeronave había seguido una trayectoria de vuelo diferente a la habitual y no había logrado ascender a la altitud necesaria para volar sobre el terreno circundante. También indicó que el examen preliminar de las superficies de control de vuelo de la aeronave y los controles parecían estar en orden y en las posiciones esperadas, así como que el motor sonaba normal para los testigos en tierra. La aeronave aterrizó invertida y los seis a bordo sufrieron heridas mortales. 
El 28 de enero de 2021, la ATSB emitió un informe final del accidente, que concluyó que los resultados de toxicología identificaron que el piloto y los pasajeros tenían niveles de carboxihemoglobina en sangre más altos de lo normal y que varias grietas preexistentes en el anillo colector de escape, muy probablemente liberó gases de escape en el compartimento del motor/accesorios, que muy probablemente ingresaron a la cabina a través de orificios en el cortafuegos principal donde faltaban tres pernos de los paneles de acceso al magneto. A pesar de que la aeronave estaba equipada con un detector de CO desechable, los detectores de CO de este tipo se han considerado en general poco fiables.  
Además, los operadores de la aeronave han implementado cambios en el sistema de mantenimiento de la aeronave, que incluyen: 
- La aeronave está equipada con detectores de CO electrónicos activos.

- La verificación de la capacidad de servicio de los detectores de CO se ha incorporado a la lista de verificación mensual de equipos de emergencia.

- Indicar a su nuevo proveedor de mantenimiento que la extracción e instalación de los principales paneles de acceso del cortafuegos debe clasificarse como una tarea crítica de operación de mantenimiento y requerirá la certificación de un ingeniero de mantenimiento de aeronaves con licencia y una inspección de conformidad.

- Indicar a su nuevo proveedor de mantenimiento que, después de las actividades de mantenimiento en el sistema de escape del motor o el uso de los paneles de acceso principales del cortafuegos, se debe realizar la prueba de presencia de CO.

- Se ha incorporado una inspección de los paneles de acceso al magneto y pruebas de CO en la inspección de verificación "B" cada 100 horas.

## Filmografía
Este accidente fue presentado en la temporada 23 del programa de televisión canadiense Mayday: Catástrofes Aéreas del canal National Geographic Channel, en el episodio Sueño Fallido.